# Densità di energia sonora
La densità di energia sonora o densità sonora  è l'energia sonora contenuta in un volume unitario.
Nel Sistema internazionale di unità di misura (SI), l'unità di misura della densità sonora è il pascal (Pa), ossia joule per metro cubo (J/m3).

## Formulazione matematica
La densità di energia sonora, w, è definita da
{\displaystyle w={\frac {pv}{c}}}
dove
- p è la pressione acustica;
- v è la velocità dell'onda sonora o di una particella nella direzione di propagazione;
- c è la velocità del suono.

I termini densità di energia istantanea, massima densità di energia e densità del picco di energia hanno significato analogo ai termini utilizzati per la pressione acustica. Nel parlare di densità energetica media, occorre distinguere tra la media spaziale (a un dato istante) e la media temporale (in un dato punto).
Nel caso di onde piane e nel caso di campo sferico perfettamente diffuso l'espressione della densità è la medesima: 
{\displaystyle D={p_{eff}^{2} \over {\rho c^{2}}}}.

## Relazione con altre quantità
La densità di energia sonora può essere messa in correlazione con l'intensità acustica attraverso:
{\displaystyle w={\frac {I}{c}},}
dove
- I è l'intensità acustica;
- c è la velocità del suono.

La densità di energia sonora può essere messa in correlazione con la potenza acustica attraverso:
{\displaystyle w={\frac {P}{Ac}},}
dove
- P è la potenza acustica;
- A è l'area.